# Terry E. Branstad

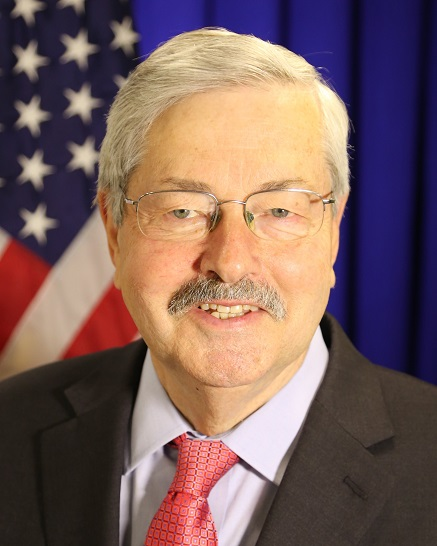
Terry Branstad (2017)

Terry Edward Branstad (* 17. November 1946 in Leland, Winnebago County, Iowa) ist ein US-amerikanischer Politiker (Republikanische Partei). Er war von 1983 bis 1999 der 39. Gouverneur des Bundesstaates Iowa; von 2011 bis 2017 übte er dieses Amt erneut aus. Seit Ende 2015, als er den Gründervater George Clinton überholte, hält er mit über 22 Jahren Regierungszeit den Rekord für die längste Amtsdauer aller amerikanischen Gouverneure.
Zwischen 2017 und 2020 war Branstad als Botschafter der Vereinigten Staaten in der Volksrepublik China tätig.

## Frühe Jahre und politischer Aufstieg
Terry Branstad besuchte bis 1969 die University of Iowa. Anschließend studierte er bis 1974 an der Drake University Jura. Die folgenden zwei Jahre verbrachte er als Soldat der US-Armee, dabei erlebte er das Ende des Vietnamkrieges.
Nach seiner Militärzeit war Branstad Abgeordneter im Repräsentantenhaus von Iowa. Im Jahr 1978 wurde er als republikanischer Kandidat zum Vizegouverneur von Iowa gewählt. Damit war er von 1979 bis 1983 der Stellvertreter von Gouverneur Robert D. Ray, zu dessen Nachfolger er im Jahr 1982 gewählt wurde.

## Erste Amtszeit als Gouverneur

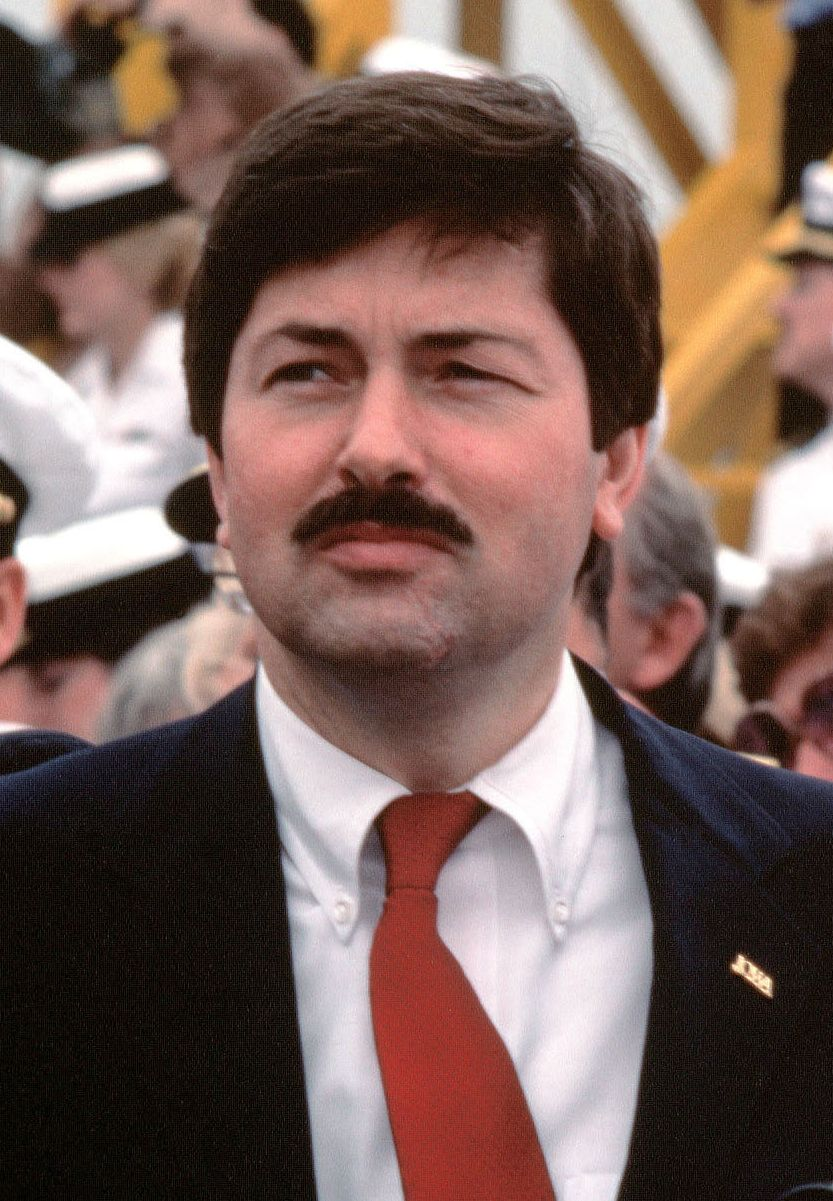
Terry Branstad im Jahr 1984

Branstad trat sein neues Amt am 14. Januar 1983 an. Zu diesem Zeitpunkt war er mit 35 Jahren der jüngste Gouverneur in der Geschichte Iowas. In den folgenden Jahren wurde Branstad noch dreimal bestätigt. Somit konnte er bis zum 15. Januar 1999 insgesamt 16 Jahre als Gouverneur amtieren. Das ist bis heute die längste Amtszeit eines Gouverneurs in diesem Bundesstaat. In dieser Zeit waren die wirtschaftliche Entwicklung und die Bildungspolitik die wichtigsten Anliegen des Gouverneurs. Damals wurden alle Schulbezirke mit Hilfe eines Breitbandnetzwerks untereinander verbunden. Auch die Regierungsstruktur wurde reformiert. Im Jahr 1995 galt Iowa als einer der am besten geführten US-Bundesstaaten. Branstad war Mitglied vieler Gouverneursvereinigungen und anderer wichtiger Gremien. Zwischen 1989 und 1990 fungierte er als Vorsitzender der National Governors Association. Er war auch Vorsitzender der gemeinsamen Bildungskommission aller US-Bundesstaaten.

## Weiterer Lebenslauf
Nach dem Ende seiner Gouverneurszeit gründete er die Firma Branstad and Associates L.L.C. Außerdem wurde er Partner einer Anwaltskanzlei und war Finanzberater der Firma Robert W. Baird and Co, Inc. Der Ex-Gouverneur war auch Gastprofessor an der University of Iowa und wurde im Jahr 2003 zum Leiter einer Bildungskommission des Präsidenten berufen (President’s Commission for Excellence in Special Education). Von 2003 bis 2009 war er Präsident der Des Moines University. Er fungierte außerdem als Mitglied verschiedener Aufsichtsräte. Mit seiner Frau Chris Branstad hat er drei Kinder.

## Erneut Gouverneur von Iowa
Im Oktober 2009 gab Branstad bekannt, dass er sich bei den Wahlen im November 2010 erneut um das Amt des Gouverneurs von Iowa bewerben werde. Bevor er auf den demokratischen Amtsinhaber Chet Culver treffen konnte, musste er sich in der Primary seiner Partei zunächst gegen seinen konservativeren Konkurrenten Bob Vander Plaats durchsetzen; dieser wurde unter anderem vom Schauspieler Chuck Norris unterstützt. Mit 50,4 Prozent der Stimmen setzte er sich letztlich durch, wobei er ohne die Fürsprache der Tea-Party-Bewegung auskommen musste. Deren Ortsverband in Des Moines hatte festgestellt, Branstad sei „kein wahrer Konservativer“; so habe er während seiner ersten Amtszeit den Staatsapparat in jedem Jahr ausgebaut.
Das Ergebnis der eigentlichen Wahl lag dann im Bundestrend dieses Jahres, der speziell gegen demokratische Amtsinhaber ausfiel. Branstad gelang mit 53 Prozent der Stimmen ein klarer Erfolg über Culver, der nur noch 43,3 Prozent erreichte. Damit konnte der republikanische Herausforderer am 14. Januar 2011 nach zwölf Jahren ins Gouverneursamt zurückkehren. Seine Vizegouverneurin wurde Kim Reynolds.
Auch bei der Gouverneurswahl am 4. November 2014 wurde Branstad mit 59 Prozent der Stimmen bestätigt. Mit einer Gesamtdauer von rund 21 Jahren als Regierungschef löste er Ende 2015 den bisherigen Rekordhalter George Clinton aus New York ab.

## Botschafter der USA in der Volksrepublik China
Im Dezember 2016 verkündete der gewählte US-Präsident Donald Trump, Branstad als US-Botschafter in Volksrepublik China vorzuschlagen. Nach seiner Bestätigung durch den Senat der Vereinigten Staaten trat er sein Amt als Nachfolger von Max Baucus am 12. Juli 2017 an. 2021 ersetzte ihn der neue Präsident Joe Biden durch R. Nicholas Burns; Branstadt war aber bereits zuvor vom Amt des Botschafters der USA in der Volksrepublik China zurückgetreten, um Präsident Donald Trump bei der (letztlich verlorenen) Wiederwahlskampagne im Jahr 2020 zu unterstützen.